# 异丙安替比林
异丙安替比林（英語：Propyphenazone）是一种安替比林的衍生物，具有类似的止痛药和退烧药作用。